# 西岩田 (豊橋市)
西岩田（にしいわた）は、愛知県豊橋市の地名。

## 地理
豊橋市中央部に位置する。東は中岩田、西は三ノ輪町、南は飯村町、北は春日町・豊岡町に接する。

### 河川
- 山中川[1]

## 歴史

### 人口の変遷
国勢調査による人口および世帯数の推移。
| 1995年（平成7年）  | 1243世帯 3654人 |  |
| 2000年（平成12年） | 1269世帯 3513人 |  |
| 2005年（平成17年） | 1257世帯 3313人 |  |
| 2010年（平成22年） | 1264世帯 3211人 |  |
| 2015年（平成27年） | 1265世帯 3073人 |  |

### 沿革
- 1975年（昭和50年） - 豊橋市岩田町の一部により、同市西岩田が成立[2]。
- 1982年（昭和57年） - 飯村町の一部を編入する[2]。

## 施設
- 豊橋市立豊小学校[1]
- 豊校区市民館[1]
- 岩田地区市民館[1]
- 田尻前公園[1]
- 西ノ山公園[1]
- 横手公園[1]
- 切替公園[1]
- 物語コーポレーション本社

### WEB
1. ↑  “愛知県豊橋市の町丁・字一覧”.   人口統計ラボ. 2023年4月13日閲覧。
2. ↑  総務省統計局 (2017年1月27日). “平成27年国勢調査の調査結果(e-Stat) - 男女別人口及び世帯数 －町丁・字等” (CSV). 2021年7月21日閲覧。
3. ↑  “愛知県豊橋市の郵便番号一覧”.   日本郵便. 2023年4月13日閲覧。
4. ↑  “市外局番の一覧” (PDF).   総務省 (2022年3月1日). 2022年3月22日閲覧。
5. ↑  総務省統計局 (2014年3月28日). “平成7年国勢調査の調査結果(e-Stat) - 男女別人口及び世帯数 －町丁・字等” (CSV). 2021年7月20日閲覧。
6. ↑  総務省統計局 (2014年5月30日). “平成12年国勢調査の調査結果(e-Stat) - 男女別人口及び世帯数 －町丁・字等” (CSV). 2021年7月20日閲覧。
7. ↑  総務省統計局 (2014年6月27日). “平成17年国勢調査の調査結果(e-Stat) - 男女別人口及び世帯数 －町丁・字等” (CSV). 2021年7月21日閲覧。
8. ↑  総務省統計局 (2012年1月20日). “平成22年国勢調査の調査結果(e-Stat) - 男女別人口及び世帯数 －町丁・字等” (CSV). 2021年7月21日閲覧。
9. ↑  総務省統計局 (2017年1月27日). “平成27年国勢調査の調査結果(e-Stat) - 男女別人口及び世帯数 －町丁・字等” (CSV). 2021年7月21日閲覧。

### 書籍
1. 1 2 3 4 5 6 7 8 9 10  「角川日本地名大辞典」編纂委員会 1989, p. 1791.
2. 1 2  「角川日本地名大辞典」編纂委員会 1989, p. 990.